# Selen, Ångermanland
Selen är en sjö i Örnsköldsviks kommun i Ångermanland och ingår i Moälvens huvudavrinningsområde. Sjön har en area på 0,868 kvadratkilometer och ligger 236,9 meter över havet. Sjön avvattnas av vattendraget Moälven (Åselån).

## Delavrinningsområde
Selen ingår i det delavrinningsområde (706450-160075) som SMHI kallar för Utloppet av Selen. Medelhöjden är 294 meter över havet och ytan är 13,97 kvadratkilometer. Räknas de 51 avrinningsområdena uppströms in blir den ackumulerade arean 476,19 kvadratkilometer. Avrinningsområdets utflöde Moälven (Åselån) mynnar i havet. Avrinningsområdet består mestadels av skog (79 procent). Avrinningsområdet har 0,87 kvadratkilometer vattenytor vilket ger det en sjöprocent på 6,2 procent.